# Makina (peuple)
Pour les articles homonymes, voir Makina (homonymie).
Les Makina sont une population d'Afrique centrale, de langue bantoue, vivant au Gabon. Ils sont connus sous la dénomination « Ossyéba » ou « M’Fan-Makeys », mais ils se nomment, eux-mêmes, « Chiwa » ou « Makè »

## Ethnonymie
Selon les sources on observe plusieurs variantes : Bichiwa, Chiwa, Fang-Makina, Makaa, Makei, Makinas, Makè, Oséba, Oseiba, Osheba, Ossyéba, Sheba, Shiibi, Shiwa, Shiwé.

## Langue
Où vas tu ? (français) : We ke pia ? (Makina)